# تکیده‌دمیان
تکیده‌دُمیان یا تکیده‌مودُمیان (نام علمی: Theclinae) نام یک زیرخانواده از تیره پرنیان‌بالان است.